# Матназаров, Матякуб
Матякуб Матназаров — советский узбекистанский хозяйственный деятель, Герой Социалистического Труда.

## Биография
Родился в 1915 году в кишлаке Аталик на территории современного Хазараспского района Хорезмской области. Член КПСС с 1967 года.
В 1930—1943 — колхозник, звеньевой.
Участник Великой Отечественной войны в составе 51-го стрелкового полка 177-й стрелковой дивизии, пленен, освобождён.
В 1947—1978 — звеньевой, бригадир колхоза имени Карла Маркса Хазараспского района Хорезмской области.
Указом Президиума Верховного Совета СССР от 25 декабря 1976 года присвоено звание Героя Социалистического Труда с вручением ордена Ленина и золотой медали «Серп и Молот».
Умер после 1990 года в Хорезмской области.

## Награды и звания
- Герой Социалистического Труда (25.12.1976)
- Орден Ленина (01.03.1965, 25.12.1976)
- Орден Октябрьской Революции (08.04.1971)
- Орден Отечественной войны II степени (06.04.1985)
- Медаль За отвагу (08.05.1990)